# Боровский (Тюменская область)
Боро́вский — рабочий поселок (посёлок городского типа) в Тюменском районе Тюменской области России. Считается посёлком городского типа в составе Боровского административного сельского округа и муниципального сельского поселения в связи с чем Росстат учитывает посёлок как сельский населённый пункт.
Образует муниципальное образование посёлок Боровский со статусом сельского поселения как единственный населённый пункт в его составе.

## География
Расположен на западном берегу Андреевского озера, в 5 км от юго-восточных окраин Тюмени.
Через посёлок проходят железная и автомобильная дороги Тюмень — Омск.

## Население
| 1959    | 1970    | 1979    | 1989    | 2002    | 2009    | 2010    |
| ------- | ------- | ------- | ------- | ------- | ------- | ------- |
| 2512    | ↗7363   | ↗10 440 | ↗15 431 | ↗15 505 | ↗16 446 | ↗17 489 |
| 2012    | 2013    | 2014    | 2015    | 2016    | 2017    | 2018    |
| ↗17 638 | ↗17 801 | ↗18 090 | ↗18 165 | ↗18 327 | ↗18 343 | ↗18 431 |
| 2019    | 2020    | 2021    |         |         |         |         |
| ↗18 863 | ↗19 246 | ↗19 972 |         |         |         |         |

## История
Основан в 1939 году.  
С 1949 года имеет статус рабочего посёлка (посёлка городского типа).  
Региональным законом «Об административно-территориальном устройстве Тюменской области» считается посёлком городского типа и должен был бы относиться к городским населённым пунктам, однако этим же законом посёлок включен в состав Боровского сельского округа, также областной закон «Об установлении границ муниципальных образований Тюменской области и наделении их статусом муниципального района, городского округа и сельского поселения» придал муниципальному образованию посёлок Боровский статус сельского поселения в связи с чем с 2009 года Росстат учитывает посёлок как сельский населённый пункт (равно как другие посёлки городского типа Тюменского района — Богандинский, Винзили — входящие в состав административных сельских округов и муниципальных сельских поселений).